# Gdynia-Ameryka Linie Żeglugowe

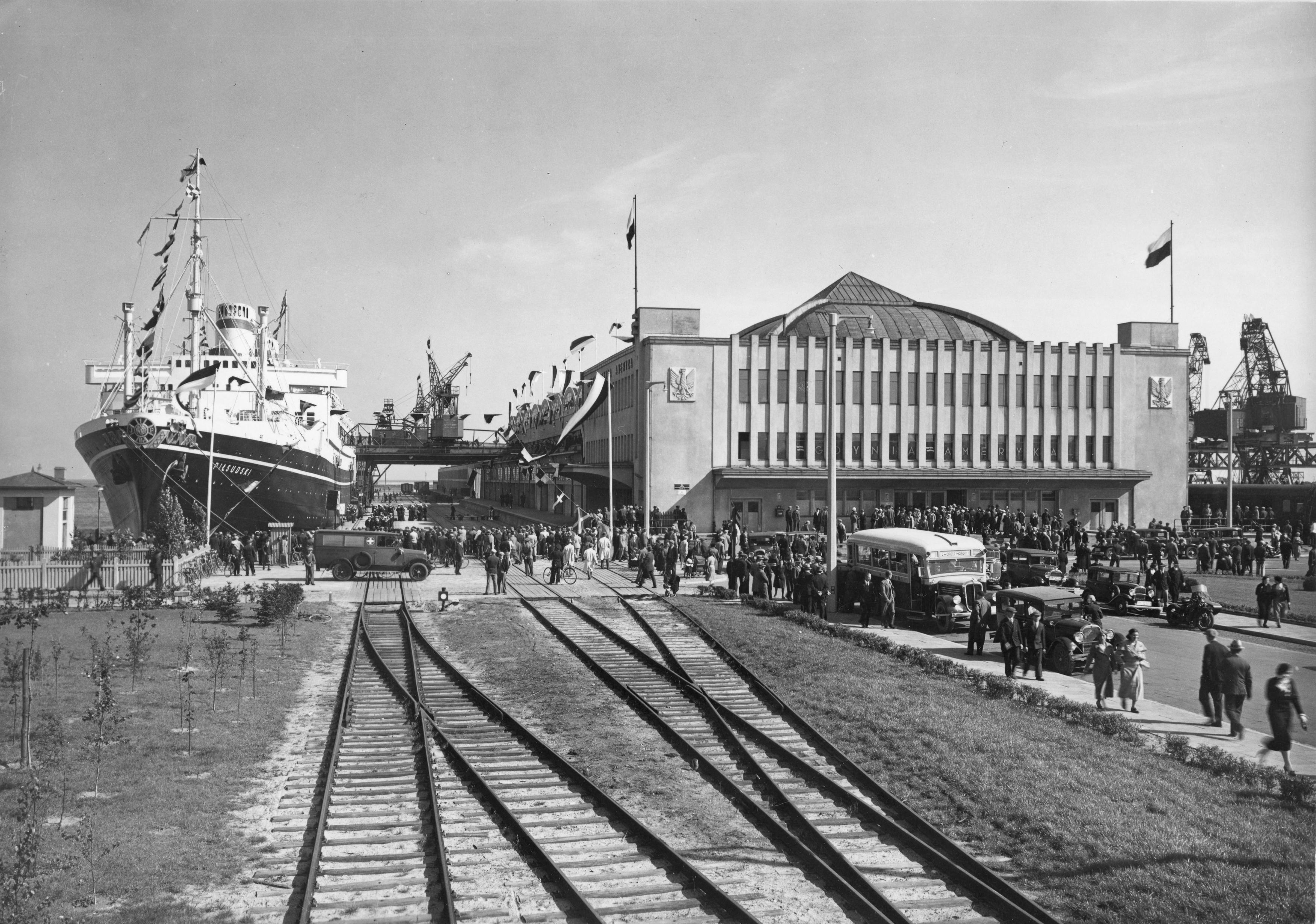
Der Hafen von Gdynia, 1938

Die Gdynia-Ameryka Linie Żeglugowe S.A., international bekannt als Gdynia America Line, war eine 1930 gegründete polnische Reederei mit Sitz in Gdynia.

## Geschichte

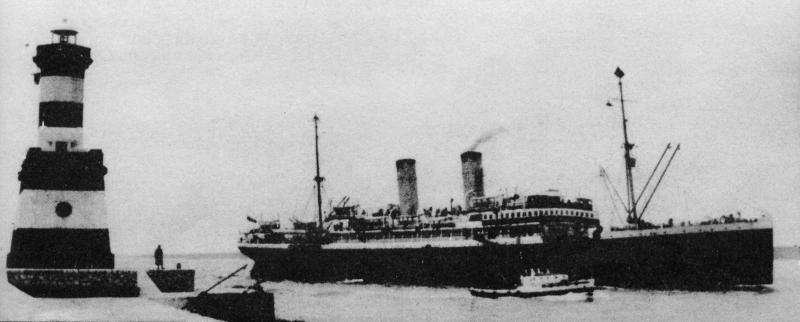
Die Polonia, ein Schiff der Gdynia America Line

Die Gdynia America Line wurde 1930 von der polnischen Regierung ins Leben gerufen, um einen regelmäßigen Passagier- und Frachtdienst von Gdynia über Kopenhagen nach Halifax und New York zu ermöglichen. Im Jahr 1936 wurde der Service auf Rio de Janeiro, Santos, Montevideo und Buenos Aires erweitert. Kurz darauf wurde auch der Mittelmeerraum erschlossen, indem Constanța, Haifa und Istanbul angelaufen wurden.
Zunächst wurden aus den ehemaligen Beständen der Russian American Line, die nach der Februarrevolution 1917 ihren Betrieb eingestellt hatte, zwei Schiffe übernommen, die Kursk und die Czar. Erst 1933 wurde mit der Piłsudski der erste Neubau in Auftrag gegeben. 1939 gab die Reederei bei der Danziger Werft und Eisenbahnwerkstätten ein neues Schiff in Auftrag, das den Namen Bielsko erhalten und als Frachtschiff in Dienst gestellt werden sollte. Nach der Besetzung Polens durch die deutsche Wehrmacht kam der Rohbau Nr. 97 aber in deutsche Hände und wurde schließlich von der Kriegsmarine als Hilfskreuzer Michel fertiggestellt.

## Schiffe
| Jahr        | Name          | Tonnage    | Werft                                        | Status/Schicksal                                                                                     |
| ----------- | ------------- | ---------- | -------------------------------------------- | --- |
| 1930 (1910) | Polonia       | 7858 BRT   | Barclay, Curle and Company, Glasgow          | ex Kursk der Russian American Line / 1939 Abbruch                                                    |
| 1930 (1912) | Pułaski       | 6503 BRT   | Barclay, Curle and Company, Glasgow          | ex Czar der Russian American Line / 1921 Estonia für die Baltic America Line / 1949 Abbruch in Blyth |
| 1930 (1915) | Kościuszko    | 6852 BRT   | Barclay, Curle and Company, Glasgow          | 1915: ex Czaritza der Russian American Line / 1946 verkauft Empire Helford / 1950 abgewrackt         |
| 1935        | Piłsudski     | 14.294 BRT | Cantieri Riuniti dell’ Adriatico, Monfalcone | 1939 gesunken                                                                                        |
| 1936        | Batory        | 14.287 BRT | Cantieri Riuniti dell’ Adriatico, Monfalcone | 1971 außer Dienst und zum Abbruch verkauft                                                           |
| 1939        | Chrobry       | 11.400 BRT | Nakskov Skibsværft, Nakskov                  | 1940 nach deutschem Luftangriff gesunken                                                             |
| 1939        | Sobieski      | 11.030 BRT | Swan Hunter, Walker-on-Tyne                  | 1950 an die UdSSR verkauft und in Gruziya umbenannt / 1975 Abbruch in La Spezia                      |
| 1947 (1939) | Jagiełło      | 6133 BRT   | Blohm & Voss, Hamburg                        | ex Doğu, ex Lüderitzbucht, ex Duala / 1949 an Sowjetunion, in Pyotr Velikiy umbenannt, 1973 Abbruch  |
| 1969 (1952) | Stefan Batory | 15.025 BRT | Wilton-Fijenoord, Schiedam                   | 1915: ex Maasdam der Holland-America Line / 2000 in der Türkei abgewrackt                            |